# Толстоножки
Толстоножки (лат. Bibionidae) — семейство  длинноусых двукрылых насекомых, насчитывающее 760 видов.

## Описание
Имаго длиной от 5 до 12 мм. Питаются на цветках или являются афагами: явление, совсем не редкое в мире насекомых, так как зачастую срок жизни имаго составляет лишь несколько дней. В эти дни организм, полностью существуя за счёт питательных веществ, запасённых на относительно длительной личиночной стадии, активно ищет полового партнёра и спаривается с ним, а после откладки оплодотворённых яиц практически сразу погибает. Личинки питаются разлагающимися биологическими материалами, и их можно найти на высыхающих осадках и в трухлявой древесине. Иногда повреждают живые корни.

## Палеонтология
Прославились в области палеонтологии — именно это семейство наиболее часто попадается в окаменелостях третичного периода. Вообще, ни одно другое семейство двукрылых так широко не представлено в палеоэнтомологическом материале. Считается, что первые предшественники толстоножек появились ещё в юрском периоде, а в меловом они уже встречались массово. Окаменелости из Европы включают множество экземпляров, похожих на представителей тропического рода Plecia, который сейчас в Европе не обитает. Это говорит о том, что в третичный период климат в Европе был мягче.
Среди ископаемых: Dilophus idanos (эоцен, США), Dilophus crassicornis (балтийский янтарь) и другие.